# Chowaniec (demon)
Chowaniec (starop. hodowany, chowany, utrzymywany, wychowywany; cz. skřítek, kristek; słow. škriatok; ukr. хованец, годованец) – pierwotnie słowiański duch opiekuńczy ogniska domowego.
Wyobrażany jako niewielki człowieczek z siwą brodą albo jako skrzatka-kura. Ukrywał się w dzień, lecz wychodził nocą doglądać gospodarstwa. Był przytulny, miły, ale bano się go obrazić.
Żeby wyhodować chowańca, należało pierwsze złożone przez czarną kurę jajo (tzw. znosek) nosić przez dziewięć dni pod pachą. W tym czasie trzeba było wystrzegać się kąpieli i pobożnej modlitwy. Ostatniego dziewiątego dnia powinien wykluć się chowaniec, ale gwarancji nie było. U tych, którym dopisało szczęście, stworek zamieszkiwał za piecem lub w kominie i tam należało zostawiać mu niesolone jedzenie.